# Мазер-Лезон
Мазе́р-Лезо́н (фр. Mazères-Lezons) — коммуна во Франции, находится в регионе Аквитания. Департамент — Атлантические Пиренеи. Входит в состав кантона По-3. Округ коммуны — По.
Код INSEE коммуны — 64373.

## География

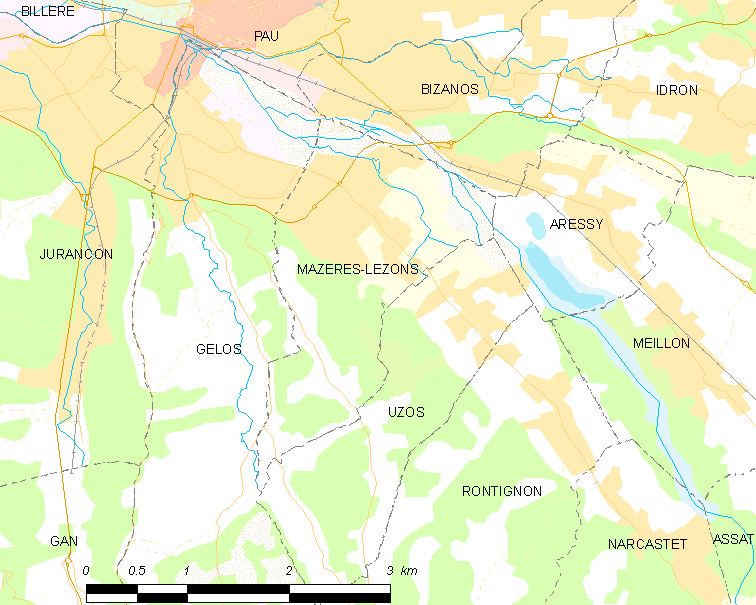
Карта коммуны

Коммуна расположена приблизительно в 660 км к югу от Парижа, в 175 км южнее Бордо, в 3 км к юго-востоку от По.
На северо-востоке коммуны протекает река Гав-де-По, а на юго-западе — река Суст.

### Климат
Климат тёплый океанический. Зима мягкая, средняя температура января — от +5°С до +13°С, температуры ниже −10 °C бывают редко. Снег выпадает около 15 дней в году с ноября по апрель. Максимальная температура летом порядка 20-30 °C, выше 35 °C бывает очень редко. Количество осадков высокое, порядка 1100 мм в год. Характерна безветренная погода, сильные ветры очень редки.

## Население
Население коммуны на 2010 год составляло 1940 человек.
| 1962 | 1968 | 1975 | 1982 | 1990 | 1999 | 2010 |
| ---- | ---- | ---- | ---- | ---- | ---- | ---- |
| 565  | 601  | 1050 | 1568 | 2079 | 2143 | 1940 |

## Администрация
| Период | Период | Фамилия        | Партия                   | Примечания |
| ------ | ------ | -------------- | ------------------------ | ---------- |
| 1995   | 2008   | Анри Ларк      | Социалистическая партия  |            |
| 2014   | 2020   | Моник Семавуан | Демократическое движение |            |

## Экономика
В 2010 году среди 1222 человек трудоспособного возраста (15-64 лет) 853 были экономически активными, 369 — неактивными (показатель активности — 69,8 %, в 1999 году было 68,6 %). Из 853 активных жителей работали 797 человек (414 мужчин и 383 женщины), безработных было 56 (30 мужчин и 26 женщин). Среди 369 неактивных 100 человек были учениками или студентами, 181 — пенсионерами, 88 были неактивными по другим причинам.

## Достопримечательности
- Церковь Св. Варфоломея (XIX век)[4]